# 司馬消難
司馬消難（？—？），字道融，河内郡温县（今河南省焦作市温县）人。

## 生平
消难为司马懿四弟司馬馗后人，北齐司空司馬子如之子。司馬消難幼聰慧，然不學無術，又好自矯飾，乃多卷黃紙加之朱軸，冒充為典籍，以矜僚友。司馬消難雅愛賓客，邢子才、王元景、魏收、陸卬、崔贍等皆遊其門。
在東魏時娶高歡之女东海公主高那耶。司马消难曾经奸淫其父司马子如的妾室，被其父作为案例劝解因兒子高澄奸淫庶母郑大车而盛怒的高欢。
高歡之子、齐文宣帝高洋建立北齊後，追尊父親為神武帝，父親司馬子如在北齊任官，位至尚書令。司馬消難亦因帝婿身份而顯貴，拜駙馬都尉，任中書黃門郎、光祿少卿。
齐文宣帝高洋捉拿其弟上党王高涣时，司馬消難被怀疑和高涣同谋，惧祸派部下裴藻向北周商议投降，官至尚書令。
北周大象二年（580年）楊堅專權後，尉遲迥據有太行山以東十一個州，兵力二十多萬；又聯絡鄖州總管司馬消難抗楊，七月二十四日消難舉兵響應，據江北九個州，兵力約十一萬。楊堅以王誼為南路行軍元帥，率領李雄等四個行軍總管，討伐江北的司馬消難。八月，王誼軍至鄖州，司馬消難率部退至魯山、甑山。王誼命令總管李威、馮暉、李遠等分兵進擊，大獲全勝。消難夤夜南奔，投降南陳。其女司馬令姬為周靜帝宇文衍皇后，因司马消难事，被废为庶人。後來隋文帝攻陳，消難被俘，帝以舊念特免其死罪，被發配为乐户。復猶以舊恩引見，消难覺得慚愧，不久去世。
司马消难喜新厌旧，他的妻子本是高欢的女儿，原本司马消难对她很敬重，但是司马消难后来进入关中，便對她棄如敝屣了。司马消难赴郧州上任，把高那耶和三个儿子留在京城。高那耶对杨坚说：“荥阳公性格多变而狡诈，如今让新近宠幸的姬妾跟着自己，一定不顾妻儿，希望您防备他。”后来，司马消难投奔陈国，高那耶母子本應株連，但因为前番言语而得到赦免。
由于其事奉的三个政權接连亡国，且司马消难本人每次都投降，他被时人当做反复无常的典型。

## 延伸阅读
[在维基数据编辑]
 《周書·卷21》，出自令狐德棻《周書》